# Новоборівська волость
Новоборівська волость — історична адміністративно-територіальна одиниця Старобільського повіту Харківської губернії із центром у слободі Нова Борова.
Станом на 1885 рік складалася з 11 поселень, 15 сільських громад. Населення — 6214 осіб (3201 чоловічої статі та 3349 — жіночої), 991 дворове господарство.
|                     | Площа, десятин | У тому числі орної, дес. |
| ------------------- | -------------- | ------------------------ |
| Сільських громад    | 11299          | 10802                    |
| Приватної власності | 6453           | 2818                     |
| Казенної власності  | 2158           | 1603                     |
| Іншої власності     | 116            | 102                      |
| Загалом             | 20026          | 15325                    |

Поселення волості станом на 1885:
- Нова Борова — колишня державна слобода при річці Борова за 20 верст від повітового міста, 1958 осіб, 395 дворових господарств, православна церква, школа, 3 ярмарки на рік.
- Калмиківка — колишня державна слобода, 1110 осіб, 161 дворове господарство, молитовний будинок.
- Климівка — колишня державна слобода, 1417 осіб, 207 дворових господарств, православна церква.

Найбільші поселення волості станом на 1914 рік:
- село Нова Борова — 3178 мешканців;
- село Калмиківське — 1517 мешканців;
- село Климівка — 2112 мешканців;
- село Голубівка — 1950 мешканців.

Старшиною волості був Іуда Стефанович Чумаков, волосним писарем — Никифор Васильович Кийко, головою волосного суду — Яків Григорович Крохмаль.